# Szűcs György (labdarúgó)
Szűcs György (Szombathely, 1912. április 23. – Budapest, 1991. december 19.) világbajnoki ezüstérmes labdarúgó, fedezet, edző.

## Pályafutása

### Klubcsapatban
Szombathelyen különböző korosztályos bajnokságokban sajátította el a labdarúgás alapjait. Középhátvéd játékosként a felnőtt Szombathelyi AK egyesületben folytatta sportpályafutását. Futballista karrierjét Budapesten, előbb a Testvériség SE majd az Újpest FC keretében folytatta. Több bajnoki aranyérem, ezüstérem, illetve harmadik helyezés részese.
Az 1938/39 évi Közép-európai kupa sorozatban megnyerték a tornát.
| Időpont          | Helyszín                    | Mérkőzés típusa        | Mérkőzés           | Játékvezető      | Eredmény | Nézők száma |
| ---------------- | --------------------------- | ---------------------- | ------------------ | ---------------- | -------- | ----------- |
| 1939. július 23. | Üllői úti stadion, Budapest | első döntő mérkőzés    | Ferencváros–Újpest | Augustin Krist   | 1 – 4    | 12 000      |
| 1939. július 30. | Megyeri úti stadion, Újpest | második döntő mérkőzés | Újpest–Ferencváros | Generoso Dattilo | 2 – 2    | 15 000      |

### A válogatottban
1934-ben hívták meg először a válogatottba, Németország válogatottja ellen.
1934 és 1939 között 25 alkalommal szerepelt a nemzeti tizenegyben. Tagja volt az 1938-as franciaországi világbajnokságon ezüstérmet szerzett csapatnak.

### Edzőként
1955 és 1972 között összesen 278 magyar bajnoki mérkőzésen volt edző.
1966–1967-ben Iránban dolgozott, szakmai irányítása mellett 1966-ban az Ázsiai Játékokon bronzérmet szerzett a iráni válogatott.

## Sikerei, díjai

### Játékosként
- Világbajnokság
  - 2.: 1938, Franciaország
- Magyar bajnokság
  - bajnok: 1932–33, 1934–35, 1938–39
  - 2.: 1933–34, 1935–36, 1937–38
  - 3.: 1936–37, 1939–40
- Magyar kupa
  - döntős: 1933
- Közép-európai kupa
  - győztes: 1939
  - 3.: 1936
- Az Újpesti Dózsa örökös bajnoka: 1985

## Források

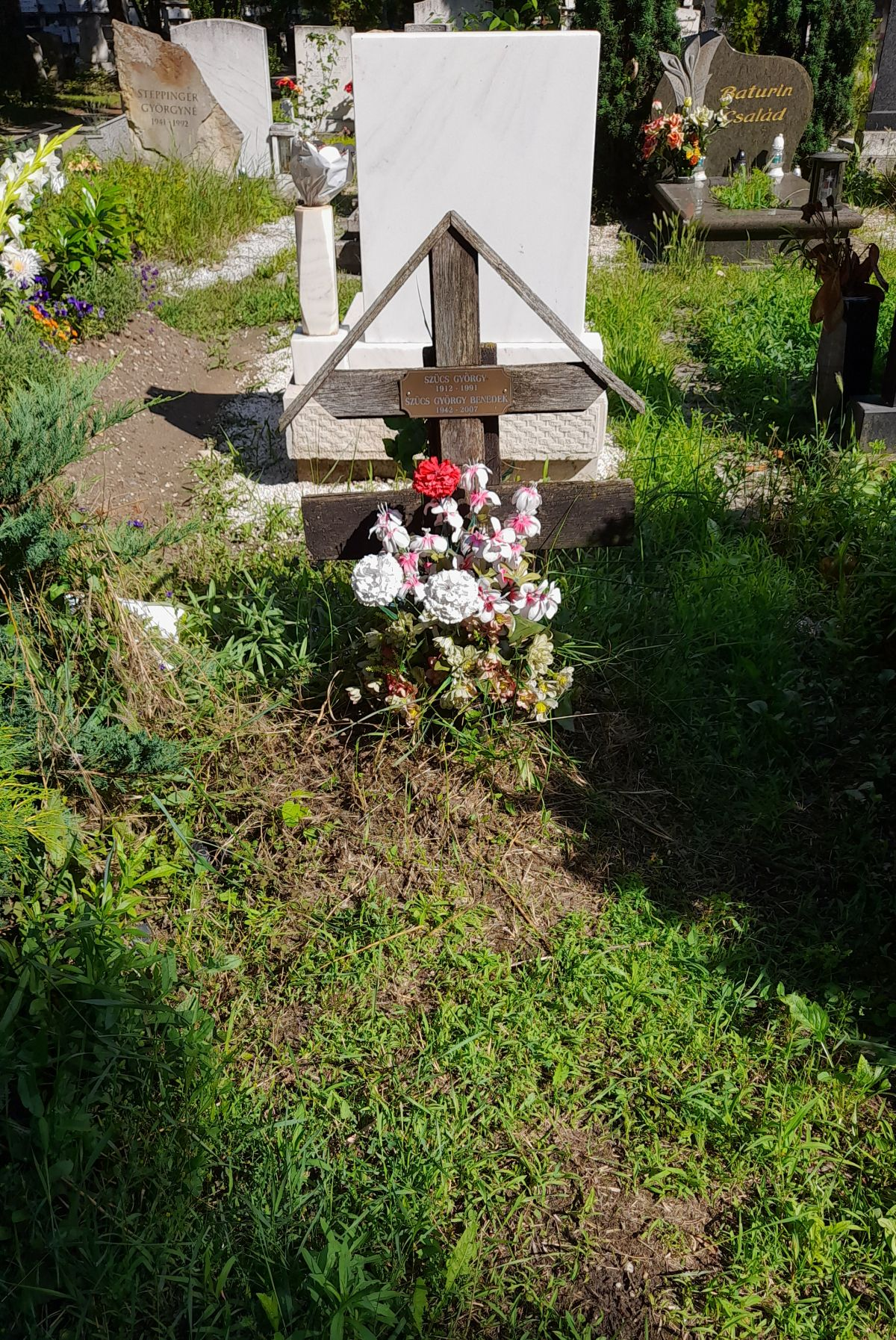
Sírja a Megyeri temetőben (31. parcella)

### Edzőként
- Mesteredző (1967)

## Statisztika

### Mérkőzései a válogatottban
| Magyarország | Magyarország         | Magyarország                     | Magyarország  | Magyarország | Magyarország  | Magyarország    | Magyarország | Magyarország |
| #            | Dátum                | Helyszín                         | Hazai         | Eredmény     | Vendég        | Kiírás          | Gólok        | Esemény      |
| ------------ | -------------------- | -------------------------------- | ------------- | ------------ | ------------- | --------------- | ------------ | ------------ |
| 1.           | 1934. január 14.     | Frankfurt                        | Németország   | 3 – 1        | Magyarország  | barátságos      | -            |              |
| 2.           | 1934. április 29.    | Budapest, Hungária körúti pálya  | Magyarország  | 4 – 1        | Bulgária      | vb-selejtező    | -            |              |
| 3.           | 1934. május 10.      | Budapest, Üllői úti pálya        | Magyarország  | 2 – 1        | Anglia        | barátságos      | -            |              |
| 4.           | 1934. május 27.      | Nápoly (ITA)                     | Magyarország  | 4 – 2        | Egyiptom      | vb-nyolcaddöntő | -            |              |
| 5.           | 1934. május 31.      | Bologna (ITA)                    | Ausztria      | 2 – 1        | Magyarország  | vb-negyeddöntő  | -            |              |
| 6.           | 1934. október 7.     | Budapest, Hungária körúti pálya  | Magyarország  | 3 – 1        | Ausztria      | barátságos      | -            |              |
| 7.           | 1934. december 9.    | Milánó, San Siro Stadion         | Olaszország   | 4 – 2        | Magyarország  | barátságos      | -            |              |
| 8.           | 1934. december 16.   | Dublin, Dalymount Park           | Írország      | 2 – 4        | Magyarország  | barátságos      | -            |              |
| 9.           | 1935. május 12.      | Budapest, Üllői úti pálya        | Magyarország  | 6 – 3        | Ausztria      | barátságos      | -            |              |
| 10.          | 1935. május 19.      | Párizs                           | Franciaország | 2 – 0        | Magyarország  | barátságos      | -            | 31'          |
| 11.          | 1935. szeptember 22. | Budapest, Hungária körúti pálya  | Magyarország  | 1 – 0        | Csehszlovákia | Európa-kupa     | -            |              |
| 12.          | 1935. november 10.   | Budapest, Üllői úti pálya        | Magyarország  | 6 – 1        | Svájc         | barátságos      | -            |              |
| 13.          | 1936. április 5.     | Bécs, Hohe Warte                 | Ausztria      | 3 – 5        | Magyarország  | barátságos      | -            |              |
| 14.          | 1936. május 31.      | Budapest, Hungária körúti pálya  | Magyarország  | 1 – 2        | Olaszország   | barátságos      | -            |              |
| 15.          | 1936. szeptember 27. | Budapest, Üllői úti pálya        | Magyarország  | 5 – 3        | Ausztria      | Európa-kupa     | -            |              |
| 16.          | 1936. október 4.     | Bukarest                         | Románia       | 1 – 2        | Magyarország  | barátságos      | -            |              |
| 17.          | 1936. október 18.    | Prága, Sparta-pálya              | Csehszlovákia | 5 – 2        | Magyarország  | Európa-kupa     | -            |              |
| 18.          | 1936. december 6.    | Dublin                           | Írország      | 2 – 3        | Magyarország  | barátságos      | -            |              |
| 19.          | 1937. április 11.    | Bázel                            | Svájc         | 1 – 5        | Magyarország  | Európa-kupa     | -            |              |
| 20.          | 1937. április 25.    | Torino, Benito Mussolini Stadion | Olaszország   | 2 – 0        | Magyarország  | Európa-kupa     | -            |              |
| 21.          | 1938. január 9.      | Lisszabon                        | Portugália    | 4 – 0        | Magyarország  | barátságos      | -            | 46'          |
| 22.          | 1938. január 16.     | Luxembourg                       | Luxemburg     | 0 – 6        | Magyarország  | barátságos      | -            |              |
| 23.          | 1938. március 25.    | Budapest, Hungária körúti pálya  | Magyarország  | 11 – 1       | Görögország   | vb-selejtező    | -            |              |
| 24.          | 1938. június 19.     | Párizs, Olimpia stadion (FRA)    | Magyarország  | 2 – 4        | Olaszország   | vb-döntő        | -            |              |
| 25.          | 1939. május 18.      | Budapest, Hungária körúti pálya  | Magyarország  | 2 – 2        | Írország      | barátságos      | -            |              |
|              | Összesen             |                                  |               | 25           | mérkőzés      |                 | 0            | gól          |

## Külső hivatkozások
- Szűcs György. origo.hu. [2005. november 19-i dátummal az eredetiből archiválva]. (Hozzáférés: 2013. március 23.)
- Szűcs György. eu-football.info. (Hozzáférés: 2013. március 23.)
- Szűcs György. fifa.com. [2012. november 10-i dátummal az eredetiből archiválva]. (Hozzáférés: 2013. március 23.)